# Zieria alata
Zieria alata är en vinruteväxtart som beskrevs av Duretto & P.I.Forst.. Zieria alata ingår i släktet Zieria och familjen vinruteväxter. Inga underarter finns listade i Catalogue of Life.